# Friday Night in San Francisco
(John McLaughlin)
(Paco de Lucía)
Il Friday Night in San Francisco fu una spettacolare jam session di tre tra i più grandi chitarristi viventi, riuniti in concerto al Warfield Theatre di San Francisco il venerdì notte del 5 dicembre 1980: l'americano Al Di Meola, l'inglese John McLaughlin e lo spagnolo Paco de Lucía, i primi due provenienti dal jazz e dalla fusion, il terzo dal flamenco.
Dei cinque brani presenti, quattro sono stati registrati al Warfield Theatre mentre l'ultimo,Guardian Angel,  è stato aggiunto successivamente dopo una sessione in studio.
L'album, che ha raggiunto la certificazione di disco d'oro in Svizzera, Germania e Argentina, ha venduto più di due milioni di copie in tutto il mondo ed è considerato uno dei più influenti dischi della storia della chitarra.

## Il disco

### Antefatti

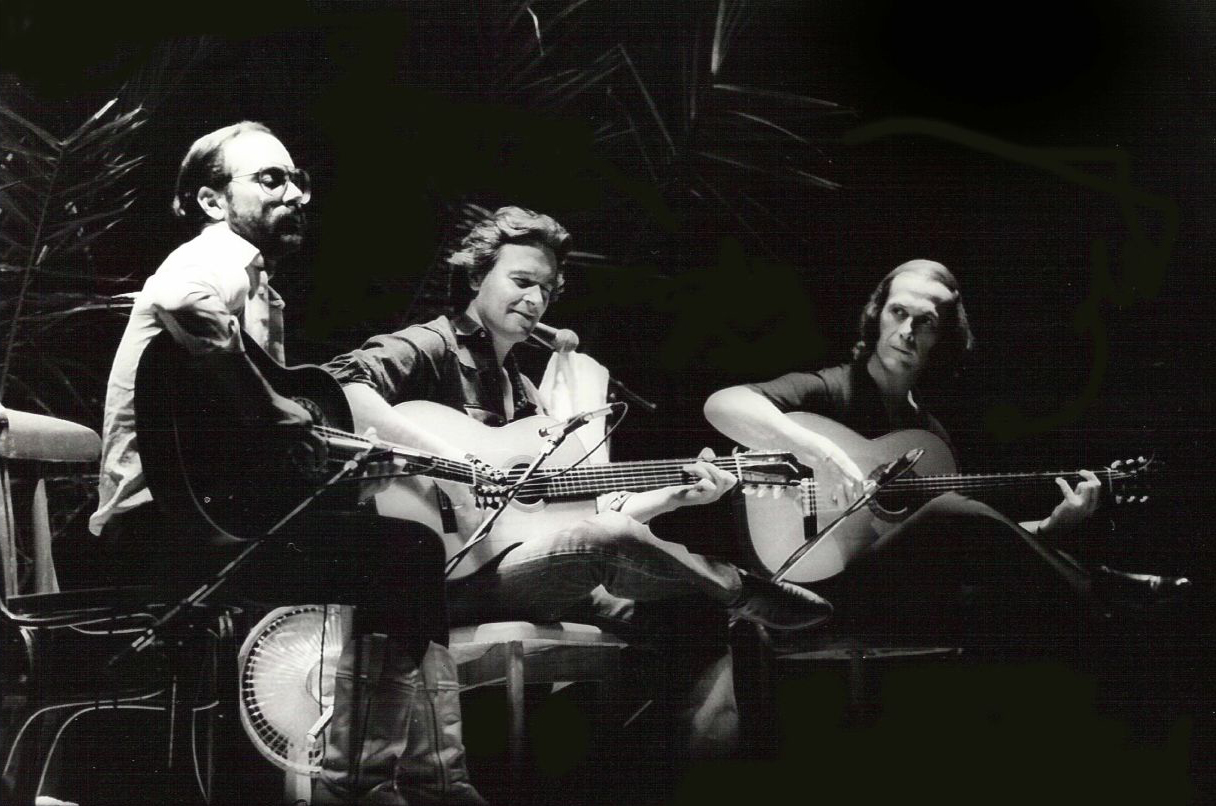
Al Di Meola, John McLaughlin e Paco de Lucía nel 1980.

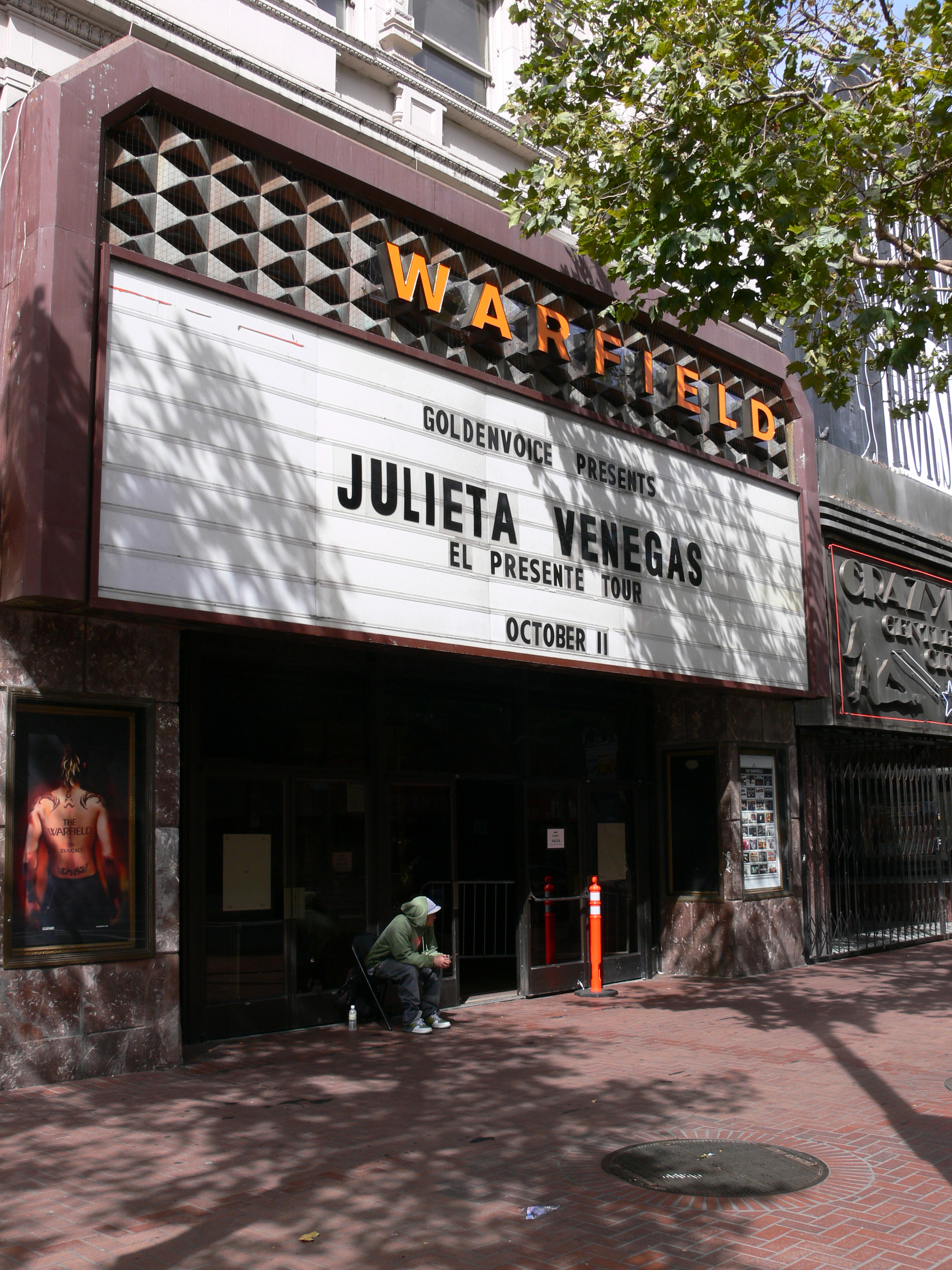
Il Warfield Theatre di San Francisco, dove si tenne la jam session il 5 dicembre 1980.

Il disco fu registrato nel 1980, quando i tre artisti erano assieme in una serie di concerti negli Stati Uniti. La scaletta del brano prevedeva 5 brani, in cui gli artisti si sarebbero alternati per poi eseguire i due pezzi finali assieme.

### Il concerto

#### Mediterranean Sundance
Il brano di apertura fu Mediterranean Sundance il cui autore era Al Di Meola; il pezzo, eseguito da Al Di Meola e Paco de Lucía, è composto da armonizzazioni sublimi e da incroci melodici fluidi. 

#### Short Tales of the Black Forest
A seguire il primo brano fu l'esecuzione di McLaughlin e Di Meola del brano di Chick Corea Short Tales of the Black Forest. Il brano, dalla durata di circa otto minuti, era caratterizzato da un suono compatto, preciso e ricco di melodia. Nella parte centrale dell'esecuzione i due chitarristi accennano al noto Tema della Pantera Rosa, del quale fanno una versione con evidenti influenze blues.

#### Frevo Rasgado
Ad esordire nel lato B del disco, è il terzo brano del concerto: Frevo Rasgado (scritto da Egberto Gismonti) con de Lucia che prende il posto di Di Meola e si esibisce con John. 

#### Fantasia Suite
A questo punto del concerto, i tre chitarristi si uniscono per concludere lo spettacolo; il brano che eseguono tutti e tre insieme è Fantasia Suite, scritto da Di Meola. Dalla durata di circa nove minuti, l'esibizione è basata quai esclusivamente su ritmi up-tempo e sulla costruzione di atmosfere musicali uniche.
Guardian Angel
La quinta ed ultima traccia dell'album, Guardian Angel, è stata registrata in studio (a New York) ed è stata scritta da McLaughlin. Il brano è una via di mezzo tra il flamenco di Paco e il jazz rock tipico di Al Di Meola. 

### Reazione del pubblico
Il pubblico, come è udibile nella registrazione, è spesso autore di urla e grida di compiacimento, tipiche di un concerto rock e non certo di uno spettacolo jazz. Gli spettatori possono essere uditi entrare in visibilio ogni qual volta che, uno dei tre chitarristi, compie qualche sorta di virtuosismo o esegue un passaggio che necessita un'ampia conoscenza tecnica dello strumento.

## Tracce
Lato A
1. Paco de Lucía e Al Di Meola – Mediterranean Sundance/Rio Ancho – 11:25 (musica: Al Di Meola/Paco de Lucía)
2. John McLaughlin e Al Di Meola – Short Tales of the Black Forest – 8:39 (musica: Chick Corea)

Lato B
1. John McLaughlin e Paco de Lucía – Frevo Rasgado – 7:50 (musica: Egberto Gismonti)
2. Paco de Lucía, John McLaughlin e Al Di Meola – Fantasia Suite – 8:41 (musica: Al Di Meola)
3. Paco de Lucía, John McLaughlin e Al Di Meola – Guardian Angel (Registrata in studio) – 4:00 (musica: John McLaughlin)

## Ricezione
| Recensione                          | Giudizio |
| ----------------------------------- | -------- |
| AllMusic                            |          |
| The Rolling Stone Jazz Record Guide |          |

L'album è spesso considerato una pietra miliare nel mondo della chitarra. Oltre ad essere stato un enorme successo commerciale, l'album ha anche ricevuto ampi elogi da parte della critica musicale specializzata.
Il disco è spesso citato dai chitarristi di nuova generazione come fonte primaria di ispirazione.

## Formazione
- Al Di Meola – chitarra acustica
- John McLaughlin – chitarra acustica
- Paco de Lucía – chitarra flamenca

## Classifica
| Classifica (1981) | Posizione massima |
| ----------------- | ----------------- |
| Stati Uniti       | 97                |
| Germania          | 2                 |
| Austria           | 5                 |
| Francia           | 154               |

## Trascrizioni
- Al Di Meola, John McLaughlin, Paco de Lucía, Friday Night in San Francisco, Milwaukee, H. Leonard, 1992. ISBN 9780793512461